# 10438 Людольф
10438 Людольф (10438 Ludolph) — астероїд головного поясу, відкритий 24 вересня 1960 року.
Тіссеранів параметр щодо Юпітера — 3,631.